# 万泉镇 (庄浪县)
万泉镇，是中华人民共和国甘肃省平凉市庄浪县下辖的一个乡镇级行政单位。

## 行政区划
万泉镇下辖以下地区：
东山村、杜家村、刘家村、田湾村、田岔村、田坪村、高川村、邵坪村、东沟村、万庄村、万川村、清水沟村、崔坪村、东台村、马川村、西坪村、徐城村、王李岔村、圪寺村、霍李村和史沟村。